# 1982年のMLBドラフト
1982年のMLBドラフト（1982 First-Year Player Draft）とは、1982年6月に行われたMLBのアマチュアドラフトである。

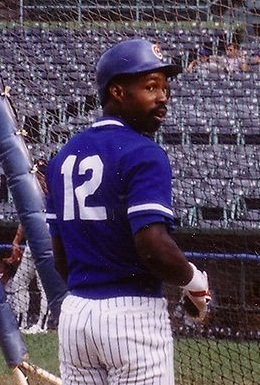
ショーン・ダンストン

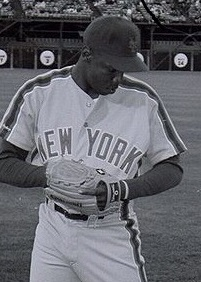
ドワイト・グッデン

## 1巡目指名
|  | = オールスターゲーム選出 |

| 順位 | 選手                     | チーム                         | 守備位置 | 学校                               |
| ---- | ------------------------ | ------------------------------ | -------- | ---------------------------------- |
| 1    | ショーン・ダンストン     | シカゴ・カブス                 | 遊撃手   | トーマス・ジェファーソン高校       |
| 2    | オーギー・シュミット     | トロント・ブルージェイズ       | 遊撃手   | ニューオーリンズ大学               |
| 3    | ジミー・ジョーンズ       | サンディエゴ・パドレス         | 投手     | トーマス・ジェファーソン高校       |
| 4    | ブライアン・オールカーズ | ミネソタ・ツインズ             | 投手     | ウィチタ州立大学                   |
| 5    | ドワイト・グッデン       | ニューヨーク・メッツ           | 投手     | ヒルズボロ高校                     |
| 6    | スパイク・オーウェン     | シアトル・マリナーズ           | 遊撃手   | テキサス大学オースティン校         |
| 7    | サム・カーリファー       | ピッツバーグ・パイレーツ       | 遊撃手   | サワロ高校                         |
| 8    | ボブ・キッパー           | カリフォルニア・エンゼルス     | 投手     | オーロラセントラル・カトリック高校 |
| 9    | デュアン・ウォード       | アトランタ・ブレーブス         | 投手     | ファーミントン高校                 |
| 10   | ジョン・モリス           | カンザスシティ・ロイヤルズ     | 外野手   | シートンホール大学                 |
| 11   | スティーブ・スタニシク   | サンフランシスコ・ジャイアンツ | 一塁手   | ネブラスカ・コーンハスカーズ       |
| 12   | マーク・スナイダー       | クリーブランド・インディアンス | 投手     | ベアデン高校                       |
| 13   | ジョン・ラッセル         | フィラデルフィア・フィリーズ   | 捕手     | オクラホマ大学                     |
| 14   | ロン・カーコバイス       | シカゴ・ホワイトソックス       | 捕手     | ブーン高校                         |
| 15   | スティーブ・スウェイン   | ヒューストン・アストロズ       | 外野手   | グロスモント高校                   |
| 16   | サム・ホーン             | ボストン・レッドソックス       | 一塁手   | モース高校                         |
| 17   | トニー・ウッズ           | シカゴ・カブス                 | 遊撃手   | ウィッティア大学                   |
| 18   | ロブ・パーキンス         | ボストン・レッドソックス       | 投手     | セリトス高校                       |
| 19   | フランクリン・スタッブス | ロサンゼルス・ドジャース       | 一塁手   | バージニア工科大学                 |
| 20   | リッチ・モンテレオーネ   | デトロイト・タイガース         | 投手     | タンパ・カトリック高校             |
| 21   | トッド・ウォーレル       | セントルイス・カージナルス     | 投手     | バイオラ大学                       |
| 22   | スコット・ジョーンズ     | シンシナティ・レッズ           | 投手     | ヒンスデールサウス高校             |
| 23   | ビリー・ホーリー         | シンシナティ・レッズ           | 投手     | ブルックランド・ケイシー高校       |
| 24   | ジョー・クハルスキ       | ボルチモア・オリオールズ       | 投手     | サウスカロライナ大学               |
| 25   | デール・スウェイム       | ミルウォーキー・ブルワーズ     | 遊撃手   | ピノールバレー高校                 |
| 26   | ジェフ・レドバッター     | ボストン・レッドソックス       | 一塁手   | フロリダ州立大学                   |

## 1巡目補足指名
| 順位 | 選手                  | チーム               | 守備位置 | 学校                   |
| ---- | --------------------- | -------------------- | -------- | ---------------------- |
| 27   | スタン・ボデリック    | シカゴ・カブス       | 外野手   | ロビンソン高校         |
| 28   | ロバート・ジョーンズ* | シンシナティ・レッズ | 一塁手   | プロバイゾイースト高校 |

*未契約